# Раймон Роже (граф Каркассона)
Раймон Роже I (фр. Raymond Roger de Carcassonne; умер между 21 июля 1007 и апрелем 1011) — граф Каркассона.
Старший сын и соправитель Роже I Старого (ум. 1012), графа Каркассона и Разеса.
Расширил владения рода за счёт женитьбы на Гарсинде, дочери и наследнице Гильома II, виконта Безье и Агда. Свадьба состоялась между 995 и 999 годом.
Дети:
- Пьер Раймон, граф Каркассона
- Гильом Раймон.

Раймон Роже умер между 21 июля 1007 года и апрелем 1011 года, вероятно — ещё при жизни отца.
Не позднее 28 июля 1013 года его вдова Гарсинда де Безье вышла замуж за Бернара Пеле, сеньора д’Андюз.